# Алехандро Ромеро
Алехандро Ромеро (ісп. Alejandro Romero, нар. 11 січня 1995, Сьюдадела), відомий як Каку (ісп. Kaku) — аргентинський і парагвайський футболіст, півзахисник еміратського клубу «Аль-Айн» та національної збірної Парагваю.

## Клубна кар'єра
У дорослому футболі дебютував 2013 року виступами за команду «Уракан», в якій провів п'ять сезонів, взявши участь у 94 матчах чемпіонату. 
Своєю грою за цю команду привернув увагу представників тренерського штабу клубу «Нью-Йорк Ред Буллз», до складу якого приєднався 2018 року. Відіграв за команду з Нью-Йорка наступні три роки своєї ігрової кар'єри. Більшість часу, проведеного у складі «Нью-Йорк Ред Буллз», був основним гравцем команди.
На початку 2021 року перебрався до Саудівської Аравію, приєднавшись до складу «Аль-Таавуна».
2023 року став гравцем еміратського «Аль-Айна». У першому ж сезоні в новій команді став у її складі клубним чемпіоном Азії. 

## Виступи за збірні
2015 року залучався до складу молодіжної збірної Аргентини. На молодіжному рівні зіграв у 5 офіційних матчах.
2018 року народжений в Аргентині у родині вихідців з Парагваю гравець отримав виклик до національної збірної Парагваю і дебютував в офіційних іграх у її складі.
У складі збірної був учасником розіграшу Кубка Америки 2021 року у Бразилії і розіграшу Кубка Америки 2024 року у США.
| Дата       | Місто            | Господарі  | Результат | Гості     | Турнір                       | Голи | Примітки |
| ---------- | ---------------- | ---------- | --------- | --------- | ---------------------------- | ---- | -------- |
| 12-6-2018  | Інсбрук          | Японія     | 4 – 2     | Парагвай  | товариський матч             | -    | 59'      |
| 20-11-2018 | Дурбан           | ПАР        | 1 – 1     | Парагвай  | товариський матч             | -    | 46'      |
| 27-3-2019  | Санта-Клара      | Мексика    | 4 – 2     | Парагвай  | товариський матч             | -    | 68'      |
| 10-9-2019  | Амман            | Йорданія   | 2 – 4     | Парагвай  | товариський матч             | -    |          |
| 13-10-2019 | Братислава       | Словаччина | 1 – 1     | Парагвай  | товариський матч             | 1    | 63'      |
| 17-11-2020 | Асунсьйон        | Парагвай   | 2 – 2     | Болівія   | Відбір до ЧС 2022            | 1    | 58'      |
| 14-6-2021  | Гоянія           | Парагвай   | 3 – 1     | Болівія   | Копа Америка 2021 - 1-й етап | 1    | 87'      |
| 22-6-2021  | Бразилія         | Аргентина  | 1 – 0     | Парагвай  | Копа Америка 2021 - 1-й етап | -    | 66'      |
| 5-9-2021   | Асунсьйон        | Парагвай   | 1 – 1     | Колумбія  | Відбір до ЧС 2022            | -    |          |
| 9-9-2021   | Асунсьйон        | Парагвай   | 2 – 1     | Венесуела | Відбір до ЧС 2022            | 1    | 74'      |
| 10-10-2021 | Сантьяго         | Чилі       | 2 – 0     | Парагвай  | Відбір до ЧС 2022            | -    | 78'      |
| 13-10-2021 | Ла-Пас           | Болівія    | 4 – 0     | Парагвай  | Відбір до ЧС 2022            | -    | 61'      |
| 11-11-2021 | Асунсьйон        | Парагвай   | 0 – 1     | Чилі      | Відбір до ЧС 2022            | -    | 64'      |
| 27-3-2023  | Сантьяго         | Чилі       | 3 – 2     | Парагвай  | товариський матч             | -    | 90+6'    |
| 18-6-2023  | Асунсьйон        | Парагвай   | 2 – 0     | Нікарагуа | товариський матч             | -    | 60'      |
| 7-9-2023   | Сьюдад-дель-Есте | Парагвай   | 0 – 0     | Перу      | Відбір до ЧС 2026            | -    | 66'      |
| 12-9-2023  | Матурін          | Венесуела  | 1 – 0     | Парагвай  | Відбір до ЧС 2026            | -    | 85'      |
| 17-10-2023 | Асунсьйон        | Парагвай   | 1 – 0     | Болівія   | Відбір до ЧС 2026            | -    | 61'      |
| 7-6-2024   | Ліма             | Перу       | 0 – 0     | Парагвай  | товариський матч             | -    | 79'      |
| 11-6-2024  | Сантьяго         | Чилі       | 3 – 0     | Парагвай  | товариський матч             | -    | 46'      |
| 28-6-2024  | Парадайз         | Парагвай   | 1 – 4     | Бразилія  | Копа Америка 2024 - 1-й етап | -    | 73'      |
| 2-7-2024   | Остін            | Коста-Рика | 2 – 1     | Парагвай  | Копа Америка 2024 - 1-й етап | -    | 74'      |
| 6-9-2024   | Монтевідео       | Уругвай    | 0 – 0     | Парагвай  | Відбір до ЧС 2026            | -    | 82'      |
| Усього     |                  | Матчів     | 23        |           | Голів                        | 4    |          |

## Титули і досягнення
- Клубний чемпіон Азії (1):

«Аль-Айн»: 2023-2024